# President
President of presidente is een uit het Latijn afkomstig woord dat letterlijk voorzitter of voorzitster betekent (samengesteld uit prae, voor, en sidĕre, zitten). Het begrip wordt in de meeste westerse talen gebruikt om een leider of leidster aan te duiden van een vergadering, bedrijf, vereniging, of rechtbank, maar bovenal van een land: het staatshoofd.

## President als staatshoofd
Een land met een president als staatshoofd wordt een republiek genoemd. Een republiek kan een democratie zijn, dan wordt de president gekozen door de bevolking of benoemd door een democratisch gekozen volksvertegenwoordiging. Maar ook dictaturen en andere minder democratische landen hebben in veel gevallen een president als staatshoofd. Landen waarvan de hoogste functionarissen niet worden gekozen maar hun positie aan hun geboorte danken, heten monarchieën. In die landen draagt het staatshoofd veelal niet de titel president maar een vorstelijke titel. Een uitzondering hierop zijn de Verenigde Arabische Emiraten, een federatie van monarchieën met de emir van Abu Dhabi als president.
De taken en bevoegdheden van presidenten verschillen van geval tot geval. Veelal is de president(e) niet alleen staatshoofd maar ook regeringsleider. Er wordt dan gesproken van een presidentiële republiek. In andere landen moet de president de uitvoerende macht delen met andere functionarissen (semi-presidentiële republiek) of heeft deze vooral een ceremoniële rol (parlementaire republiek). Voorbeelden hiervan zijn Duitsland, veel andere Europese landen en Israël.
Een ander verschil is de wijze waarop de president wordt verkozen. Veel landen houden presidentsverkiezingen, waarin de bevolking mag kiezen, maar er zijn ook landen waar het parlement de president benoemt, zoals in Suriname en Zuid-Afrika.